# Aire urbaine de Cognac
L'aire urbaine de Cognac est une aire urbaine française centrée sur Cognac. Composée de 35 communes situées en Charente et Charente-Maritime, elle comptait 48 271 habitants en 2016.

## Zonage de l'aire urbaine de Cognac en 2010 et population en 2008

### Données globales
Selon le dernier zonage effectué par l'INSEE en 2010, l'aire urbaine de Cognac rassemble 35 communes qui cumulent 48 131 habitants en 2008 (population municipale). Cette population la plaçait au  150e rang métropolitain, gagnant une place dans le classement par rapport à 1999, et au huitième rang régional en Poitou-Charentes. Dans le classement régional, elle ne varie par rapport au recensement et au zonage de 1999, étant toujours située entre les aires urbaines de Rochefort (7e rang régional) et de Royan (9e rang régional).
Selon l'INSEE, l'aire urbaine de Cognac fait partie des « grandes aires urbaines » de la France c'est-à-dire ayant plus de 10 000 emplois.
Les 6 communes de l'agglomération urbaine de Cognac qui appartiennent au pôle urbain correspondent à l'unité urbaine de Cognac tandis que les 29 autres communes appartiennent à la couronne urbaine selon la nouvelle terminologie de l'INSEE.
Par rapport à l'ancienne délimitation de 1999, l'aire urbaine de Cognac gagne huit nouvelles communes mais en perd une (Chérac, commune du département de la Charente-Maritime, limitrophe de celui de la Charente, devient une commune multipolarisée entre l'aire urbaine de Saintes et celle de Cognac). Nouvellement redéfinie, cette aire urbaine en grande partie située dans l'ouest du département de la Charente, avec 28 communes, empiète de plus en plus sur celui de la Charente-Maritime avec sept communes (Brives-sur-Charente, Celles, Cierzac, Germignac, Lonzac, Salignac-sur-Charente et Le Seure). 
Comme en 1999, l'aire urbaine de Cognac demeure limitrophe de l'aire urbaine de Saintes par les communes de Saint-Sulpice-de-Cognac et de Louzac-Saint-André, appartenant à la première, et par celles de Saint-Bris-des-Bois et de Saint-Césaire relevant de la deuxième.
En Charente, elle occupe le deuxième rang départemental, loin derrière l'aire urbaine d'Angoulême, trois fois plus peuplée avec 178 650 habitants en 2008. 

### Composition de l'aire urbaine de Cognac selon le zonage de 2010
Composition de l'aire urbaine de Cognac selon le nouveau zonage de 2010 et population en 2008 (population municipale)
| Commune                                | Superficie | Population  | Densité de population | Catégorie dans l'aire urbaine             |
| -------------------------------------- | ---------- | ----------- | --------------------- | ----------------------------------------- |
| Cognac                                 | 15,50 km2  | 19 066 hab. | 1 230 hab/km²         | commune appartenant au pôle urbain        |
| Boutiers-Saint-Trojan                  | 7,13 km2   | 1 351 hab.  | 189 hab/km²           | commune appartenant au pôle urbain        |
| Châteaubernard                         | 13,31 km2  | 3 899 hab.  | 289 hab/km²           | commune appartenant au pôle urbain        |
| Javrezac                               | 3,66 km2   | 638 hab.    | 174 hab/km²           | commune appartenant au pôle urbain        |
| Merpins                                | 10,46 km2  | 1 028 hab.  | 98 hab/km²            | commune appartenant au pôle urbain        |
| Saint-Brice                            | 9,30 km2   | 1 095 hab.  | 118 hab/km²           | commune appartenant au pôle urbain        |
| Pôle urbain ou unité urbaine de Cognac | 59,36 km2  | 27 077 hab. | 456 hab/km²           | 6 communes                                |
| Angeac-Champagne                       | 14,27 km2  | 510 hab.    | 36 hab/km²            | commune appartenant à la couronne urbaine |
| Ars                                    | 11,40 km2  | 722 hab.    | 63 hab/km²            | commune appartenant à la couronne urbaine |
| Bourg-Charente                         | 12,02 km2  | 739 hab.    | 61 hab/km²            | commune appartenant à la couronne urbaine |
| Bréville                               | 15,39 km2  | 521 hab.    | 34 hab/km²            | commune appartenant à la couronne urbaine |
| Brives-sur-Charente                    | 5,94 km2   | 226 hab.    | 38 hab/km²            | commune appartenant à la couronne urbaine |
| Celles                                 | 6,00 km2   | 303 hab.    | 47 hab/km²            | commune appartenant à la couronne urbaine |
| Chassors                               | 13,21 km2  | 1 111 hab.  | 84 hab/km²            | commune appartenant à la couronne urbaine |
| Cherves-Richemont                      | 37,94 km2  | 2 420 hab.  | 64 hab/km²            | commune appartenant à la couronne urbaine |
| Cierzac                                | 5,20 km2   | 223 hab.    | 44 hab/km²            | commune appartenant à la couronne urbaine |
| Gensac-la-Pallue                       | 19,23 km2  | 1 603 hab.  | 83 hab/km²            | commune appartenant à la couronne urbaine |
| Genté                                  | 11,59 km2  | 886 hab.    | 76 hab/km²            | commune appartenant à la couronne urbaine |
| Germignac                              | 14,24 km2  | 593 hab.    | 41 hab/km²            | commune appartenant à la couronne urbaine |
| Gimeux                                 | 7,40 km2   | 716 hab.    | 97 hab/km²            | commune appartenant à la couronne urbaine |
| Houlette                               | 7,15 km2   | 388 hab.    | 54 hab/km²            | commune appartenant à la couronne urbaine |
| Juillac-le-Coq                         | 14,54 km2  | 669 hab.    | 46 hab/km²            | commune appartenant à la couronne urbaine |
| Julienne                               | 6,30 km2   | 437 hab.    | 69 hab/km²            | commune appartenant à la couronne urbaine |
| Lonzac                                 | 6,24 km2   | 243 hab.    | 39 hab/km²            | commune appartenant à la couronne urbaine |
| Louzac-Saint-André                     | 10,04 km2  | 1 048 hab.  | 104 hab/km²           | commune appartenant à la couronne urbaine |
| Mainxe                                 | 10,10 km2  | 638 hab.    | 63 hab/km²            | commune appartenant à la couronne urbaine |
| Mesnac                                 | 6,51 km2   | 367 hab.    | 56 hab/km²            | commune appartenant à la couronne urbaine |
| Nercillac                              | 16,35 km2  | 1 025 hab.  | 63 hab/km²            | commune appartenant à la couronne urbaine |
| Réparsac                               | 11,06 km2  | 588 hab.    | 53 hab/km²            | commune appartenant à la couronne urbaine |
| Sainte-Sévère                          | 18,31 km2  | 540 hab.    | 29 hab/km²            | commune appartenant à la couronne urbaine |
| Saint-Fort-sur-le-Né                   | 6,80 km2   | 402 hab.    | 59 hab/km²            | commune appartenant à la couronne urbaine |
| Saint-Laurent-de-Cognac                | 10,87 km2  | 888 hab.    | 82 hab/km²            | commune appartenant à la couronne urbaine |
| Saint-Sulpice-de-Cognac                | 23,82 km2  | 1 281 hab.  | 54 hab/km²            | commune appartenant à la couronne urbaine |
| Salignac-sur-Charente                  | 10,22 km2  | 631 hab.    | 62 hab/km²            | commune appartenant à la couronne urbaine |
| Salles-d'Angles                        | 21,80 km2  | 1 086 hab.  | 50 hab/km²            | commune appartenant à la couronne urbaine |
| Le Seure                               | 5,68 km2   | 242 hab.    | 43 hab/km²            | commune appartenant à la couronne urbaine |
| Couronne urbaine                       | 359,80 km2 | 21 054 hab. | 59 hab/km²            | 29 communes                               |
| Aire urbaine                           | 419,16 km2 | 48 131 hab. | 115 hab/km²           | 35 communes                               |

## Zonage de l'aire urbaine de Cognac en 1999 et population en 1999

### Données globales
En 1999, l'aire urbaine de Cognac est composée de 28 communes, situées en Charente avec 23 communes et en Charente-Maritime avec 5 communes, et regroupant 44 051 habitants. 
Ce qui la classe au 151e rang national mais au 8e rang régional dans l'ancienne région Poitou-Charentes, se situant  entre les aires urbaines de Rochefort (7e rang régional) et de Royan (9e rang régional).
Elle fait partie de l'espace urbain La Rochelle-Niort-Val de Charente. 
Les six communes de l'aire urbaine qui sont les pôles urbains constituent l'unité urbaine de Cognac qui rassemble 27 042 habitants en 1999.

### Composition de l'aire urbaine de Cognac en 1999
Le tableau suivant détaille la répartition de l'aire urbaine sur les départements (les pourcentages s'entendent en proportion du département).
| Département       | Communes | Communes (%) | Superficie (km²) | Superficie (%) | Population (1999) | Population (%) |
| ----------------- | -------- | ------------ | ---------------- | -------------- | ----------------- | -------------- |
| Charente          | 23       | 5,7          | 308,79           | 5,2            | 41 837            | 12,3           |
| Charente-Maritime | 5        | 1,1          | 57,72            | 0,8            | 2 214             | 0,4            |

## Sources et références
1. ↑  « Composition communale de l'aire urbaine de Cognac », INSEE
2. ↑  Méthodologie définie par l'INSEE pour la nouvelle délimitation des aires urbaines en 2010